# Al Barr
Al Barr, egentligen Alexander Martin Barr, född 1968 i Hanover i New Hampshire, är en amerikansk sångare. Han är medlem i det Boston-baserade keltisk punk-bandet Dropkick Murphys, där han ersatte den tidigare sångaren Mike McColgan 1998. Han har tidigare även sjungit i The Bruisers, ett band som han var med om att grunda i Portsmouth, New Hampshire.
Han är den enda i Dropkick Murphys som inte har irländska rötter. Hans far kommer från Skottland och hans mor från Tyskland. Barr växte upp i Berlin och tyska är hans första språk.

## Diskografi

### Med Dropkick Murphys
Studioalbum
- 1999 – The Gang's All Here
- 2001 – Sing Loud, Sing Proud!
- 2003 – Blackout
- 2005 – The Warrior's Code
- 2007 – The Meanest of Times
- 2011 – Going Out in Style
- 2013 – Signed and Sealed in Blood
- 2017 – 11 Short Stories of Pain & Glory
- 2021 – Turn Up That Dial

Livealbum
- 2002 – Live on St. Patrick's Day from Boston, MA
- 2010 – Live on Lansdowne, Boston MA
- 2012 – Live at Fenway

### Med The Bruisers
Studioalbum
- 1994 – Cruisin' for a Bruisin'
- 1996 – Up in Flames